# Steve Jansen
Steve Jansen, vero nome Stephen Batt (Beckenham, 1º dicembre 1959), è un batterista britannico, fratello del più celebre David Sylvian.
Entrambi hanno debuttato discograficamente nel 1978, come, rispettivamente, batterista e cantante dei Japan.
Dopo lo scioglimento dei Japan nel 1982, Steve Jansen ha alternato la produzione di dischi in collaborazione con altri artisti, in qualità di batterista e tastierista, fra i quali gli altri ex componenti dei Japan, ovvero Mick Karn e Richard Barbieri (con quest'ultimo ha anche creato un duo chiamato The Dolphin Brothers) al lavoro di session man con vari artisti tra cui gli Icehouse, l'italiana Alice, Andrea Chimenti, Annie Lennox e soprattutto David Sylvian, suonando batteria e percussioni in quasi tutti i suoi album solisti, caratterizzandoli con il suo stile immediatamente riconoscibile.
Nel 2005 è stato pubblicato "Snow Borne Sorrow", il primo album dei Nine Horses, band formata da Steve Jansen, David Sylvian e dal musicista tedesco Burnt Friedman. Nel gennaio 2008, Jansen pubblica il suo primo album da solista, Slope. Nel 2009 esce A Secret Life, in collaborazione con John Foxx e Steve D'Agostino. Nel 2014 Steve Jansen, assieme a tre musicisti svedesi, Charlie Storm, Ulf Jansson e Thomas Feiner, fonda un nuovo gruppo, gli Exit North, con cui nel 2018 pubblicherà Book of Romance and Dust e, nel 2023, Anyway, Still. Nel frattempo pubblica gli album solisti Tender Extinction (2016), The Extinct Suite (2017) e Corridor (2018). Nel 2022 esce Neither Present nor Absent, in collaborazione con la musicista libanese Maiya Hershey.  

## Discografia
- Worlds In A Small Room - Jansen\Barbieri - 1985
- Catch The Fall - The Dolphin Brothers (Jansen\Barbieri) - 1987
- Stories Across Borders - Jansen\Barbieri - 1991
- Rain Tree Crow - Sylvian\Jansen\Barbieri\Karn - 1991
- Beginning to Melt - Jansen\Barbieri\Karn - 1994
- Stone To Flesh - Jansen\Barbieri - 1995
- Other Worlds in a Small Room - Jansen\Barbieri - 1996
- Changing Hands - Steve Jansen, Richard Barbieri & Nobukazu Takemura - 1997
- Pulse - Steve Jansen & Yukihiro Takahashi - 1999
- _Ism - Jansen\Barbieri\Karn - 1999
- Playing in a Room with People - Jansen\Barbieri\Karn - 2001
- Kinoapparatom - Steve Jansen & Claudio Chianura - 2001
- Snow Borne Sorrow - Nine Horses - 2005
- Money for All - Nine Horses - 2007
- Slope - 2008
- A Secret Life - D'Agostino\Foxx\Jansen 2009
- Lumen - Jansen\Barbieri - 2015
- Tender Extinction - 2016
- The Extinct Suite - 2017
- Corridor - 2018
- Book of Romance and Dust - Exit North - 2018
- Neither Present nor Absent - Steve Jansen & Maiya Hershey - 2022
- Anyway, Still - Exit North - 2023